# 顏鳴皋 (清朝)
顏鳴皐，字丹崖，廣東嘉应州人，清朝武官官員。

## 生平
乾隆十二年（1747年）武舉人，乾隆十三年（1748年）武進士。授官遊擊。乾隆二十六年（1761年）署福建澎湖協左營遊擊。次年，任福建澎湖協左營守備。乾隆二十九年（1764年），任福建金門鎮標右營遊擊、福建金門鎮標中軍遊擊。乾隆三十一年（1766年），升福建烽火門參將，歷署福建閩安協副將、福建澎湖協副將。
乾隆三十八年（1773年），升福建金門鎮總兵官，同年改福建臺灣鎮總兵官。乾隆四十二年（1777年），任福建漳州鎮總兵官，次年改福建汀州鎮總兵官。因事解任。